# Musée des Beaux-Arts (Bordeaux)
Il Musée des Beaux-Arts ("Museo di Belle Arti") di Bordeaux si trova all'interno del complesso del Palazzo Rohan, sede del Municipio, nel centro della città, ed è una delle maggiori gallerie di Francia fuori Parigi. Fu creato dopo il decreto consolare del 31 agosto 1801, che fece seguito al rapporto di Chaptal, con la proposta di ripartire le opere del Museo Centrale tra 15 grandi città di provincia. La nascita del museo fu inoltre merito della tenacia del pittore Pierre Lacour (1745-1814), che ne fu il fondatore e primo conservatore. Il senatore bordolese Bernard Journu-Auber, membro della commissione di attribuzione delle opere conservate a Parigi, permise l'arrivo di 20 dipinti al museo nel 1803.

## Collezioni
Il museo dispone di una grande e ricca collezione di pittura europea, dal quattrocento fino all'epoca moderna. Il museo è particolarmente reputato per la sua collezione di pitture fiamminghe e olandesi del Seicento, con opere di pittori celebri come Anton Van Dyck (Ritratto di Maria de' Medici), Rubens, Jacob Jordaens, Frans Hals, David Teniers il Giovane, Jacob van Ruisdael o Jan Brueghel il Vecchio. La pittura italiana è bene rappresentata, con opere di pittori maggiori quali il Perugino, Tiziano, Veronese, Jacopo Bassano, Giorgio Vasari, il Domenichino, Pietro da Cortona, Luca Giordano o Sebastiano Ricci. La pittura francese antica è ovviamente presente, con pitture di Nicolas Poussin, Claude Lorrain, Pierre Mignard, François Boucher, Jean-Baptiste-Siméon Chardin (Natura morta con pezzi di carne), Jean-Baptiste Greuze. La Spagna e la Gran Bretagna sono presenti con pittori importanti come Francisco de Zurbarán, Bartolomé Esteban Murillo, Joshua Reynolds, Thomas Lawrence e Benjamin West. L'arte dell'Ottocento francese, con i suoi grandi maestri che rivoluzionarono la pittura, e anche dell'inizio del Novecento, è l'altro gran momento del museo, con opere di Eugène Delacroix, Camille Corot, Edmond Louis Dupain, Auguste Renoir (Paesaggio di Cagnes), Georges Seurat, Mary Cassatt (Il vestito di pizzo), Henri de Toulouse-Lautrec, Odilon Redon, Pierre Bonnard, Félix Vallotton, Henri Matisse (Ritratto di Bevilacqua), Albert Marquet, Pablo Picasso (Olga Lisant), Oskar Kokoschka, Chaïm Soutine, André Masson.